# Zoltán Gárdonyi
Zoltán Gárdonyi [ˈzoltaːn ˈɡaːrdoɲi] (* 25. April 1906 in Budapest, Königreich Ungarn, Österreich-Ungarn; † 27. Juni 1986 in Herford, Deutschland) war ein ungarischer Komponist, Musikwissenschaftler und Hochschulprofessor. Zsolt Gárdonyi ist sein Sohn.

## Leben
Gárdonyi wurde mit 17 Jahren Kompositionsschüler von Zoltán Kodály an der von F. Liszt 1875 gegründeten Musikhochschule seiner Geburtsstadt. Nach weiteren Studien in Berlin bei Paul Hindemith und Arnold Schering wirkte er von 1941 bis 1967 als Professor an der Hochschule für Musik „Franz-Liszt-Musikakademie“ in Budapest. Er leitete hier auch die Abteilung für Protestantische Kirchenmusik bis zu deren Auflösung 1949 durch die damaligen Machthaber und gilt heute als eine der herausragenden Gestalten der europäischen Kirchenmusik im 20. Jahrhundert. 
Sein kompositorisches Schaffen umfasst neben den verschiedensten kirchenmusikalischen Gattungen auch zahlreiche Orchesterwerke und vielfältige Chor- und Kammermusik. Seiner musikwissenschaftlichen Tätigkeit verdanken vor allem die Bach- und Liszt-Forschung richtungsweisende neue Erkenntnisse. Zoltán Gárdonyi lebte seit 1972 mit seiner Familie in Deutschland und verstarb wenige Wochen nach seinem 80. Geburtstag im westfälischen Herford. Die nachhaltige internationale Resonanz seiner Musik wird nicht zuletzt durch die rund hundert Erstveröffentlichungen aus seinem kompositorischen Nachlass und durch zahlreiche CD-Aufnahmen dokumentiert, die seither in Deutschland, Ungarn, Schweden und in den USA erschienen sind.